# Violetta Wróblewska
Violetta Wróblewska (ur. 30 marca 1969 w Toruniu) – polska polonistka, dr. hab. profesor Uniwersytetu Mikołaja Kopernika.
W 1993 roku ukończyła polonistykę na UMK i podjęła tam pracę jako asystent. Pracę doktorską Przemiany gatunkowe polskiej baśni literackiej XIX i XX wieku obroniła w 2000 roku. Habilitowała się na podstawie pracy Ludowa bajka nowelistyczna (Źródła – wątki – konwencje) w 2009 roku. W 2015 roku została profesorem nadzwyczajnym UMK. Wtedy też została kierowniczką Zakładu Folklorystyki i Literatury Popularnej. W 2019 została dyrektorką Instytutu Nauk o Kulturze UMK.
Jej specjalnością jest kulturoznawstwo i historia literatury. Zainteresowania badawcze obejmują folklor słowny, bajki ludowe, obrzędy, wierzenia i zwyczaje ludowe, baśnie literackie, kulturę i literaturę dziecięcą.
W latach 2009–2015 działała w Kołe Naukowym Folklorystów, z którym brała udział w Toruńskim Festiwalu Nauki i Sztuki. W 2010 roku utworzyła i prowadziła do 2015 roku czasopismo studenckie „Tekstura. Rocznik Filologiczno-Kulturoznawczy”. Do 2019 roku jej dorobek wynosił ponad 200 publikacji, w tym 4 monografie książkowe.
Jest jurorką Nagrody im. Oskara Kolberga oraz Nagrody im. Samuela Bogumiła Lindego.
Czterokrotnie otrzymała nagrodę rektora, a za „Słownik polskiej bajki ludowej” Nagrodę „Literatury na Świecie”.